# Voliminal: Inside the Nine
Voliminal: Inside the Nine é um DVD duplo lançado pela banda de Metal Slipknot em 16 dezembro de 2006. O disco um contém um filme da banda de oitenta minutos feito pelo integrante Shawn Crahan. O segundo disco contém todos os videoclipes lançados do álbum Vol. 3: The Subliminal Verses, incluindo o videoclipe de "Vermilion Pt. 2" (que não havia sido lançado)  e entrevistas com a maioria dos integrantes sem suas máscaras características(embora seus rostos aparecem fora de foco).